# Gobio holurus
Gobio holurus är en fiskart som beskrevs av Fowler, 1976. Gobio holurus ingår i släktet Gobio och familjen karpfiskar. IUCN kategoriserar arten globalt som livskraftig. Inga underarter finns listade i Catalogue of Life.